# Mario Andretti
Mario Gabriele Andretti (ur. 28 lutego 1940 w Montona d’Istria) – amerykański kierowca wyścigowy.
W ciągu swej kariery Andretti wygrywał i zdobywał tytuły w Champ Car, Formule 1 oraz International Race of Champions. Pozostaje jedynym kierowcą, który zwyciężył w Indianapolis 500, Daytona 500 i Formule 1.
W Stanach Zjednoczonych Mario Andretti stał się synonimem szybkości, podobnie jak Stirling Moss w Wielkiej Brytanii czy Barney Oldfield na początku XX w. w Stanach Zjednoczonych.

## Życiorys

### Dzieciństwo
Mario Andretti urodził się w mieście Motovun położonym we wówczas włoskiej Istrii. Wraz z nim na świat przyszedł jego brat bliźniak, Aldo Andretti (1940-2020). Po II wojnie światowej Istria, która obecnie jest częścią Chorwacji, przypadła Jugosławii i Mario wraz z rodziną, jak wielu innych włoskich mieszkańców Istrii, zbiegł w 1948 i następne 7 lat spędził w obozie dla przesiedlonych. Ostatecznie rodzina Andretti osiedliła się w mieście Nazareth w stanie Pensylwania, w dolinie rzeki Lehigh.

### Początki kariery
Andretti rozpoczął karierę w wyścigach samochodowych w 1959, zaraz po tym, jak jego rodzina przeniosła się do Stanów Zjednoczonych, na ziemnym owalnym torze niedaleko Nazareth, w starym samochodzie marki Hudson Commodore. Jego brat bliźniak, Aldo Andretti, również ścigał się na tym samym torze, tym samym samochodem (w innym czasie), ale zrezygnował po wypadku. Andretti zajął 3. miejsce w wyścigu Indianapolis 500 w swoim pierwszym starcie.
Mario zadebiutował w serii USAC National Championship w 1964 i już w następnym sezonie został mistrzem. Brał udział w wielu różnych kategoriach wyścigowych, włącznie z wyścigami dragsterów. W 1969 wygrał Indianapolis 500, Daytona 500 i 12 godzin Sebring.

### Formuła 1
Andretti po raz pierwszy zaistniał w Formule 1, zdobywając pole position do swojego pierwszego wyścigu o Grand Prix Stanów Zjednoczonych na torze Watkins Glen w Nowym Jorku w 1968. W 1971 wygrał swój pierwszy wyścig dla Ferrari.

## Wyniki

### Indianapolis 500
| Rok  | Nadwozie     | Silnik        | Start | Wynik | Uwagi                   |
| ---- | ------------ | ------------- | ----- | ----- | ----------------------- |
| 1965 | Brawner Hawk | Ford          | 4     | 3     |                         |
| 1966 | Brawner Hawk | Ford          | 1     | 18    | Awaria zaworów          |
| 1967 | Brawner Hawk | Ford          | 1     | 30    | Odpadnięcie koła        |
| 1968 | Brawner Hawk | Ford          | 4     | 33    | Tłok cylindra           |
| 1969 | Brawner Hawk | Ford          | 2     | 1     |                         |
| 1970 | McNamara     | Ford          | 8     | 6     |                         |
| 1971 | McNamara     | Ford          | 9     | 30    | Wypadek                 |
| 1972 | Parnelli     | Offenhauser   | 5     | 8     | Brak paliwa             |
| 1973 | Parnelli     | Offenhauser   | 6     | 30    | Tłok cylindra           |
| 1974 | Eagle        | Offenhauser   | 5     | 31    | Awaria zaworów          |
| 1975 | Eagle        | Offenhauser   | 27    | 28    | Wypadek                 |
| 1976 | McLaren      | Offenhauser   | 19    | 8     |                         |
| 1977 | McLaren      | Cosworth      | 6     | 26    | Awaria głowicy          |
| 1978 | Penske       | Cosworth      | 33    | 12    |                         |
| 1980 | Penske       | Cosworth      | 2     | 20    | Awaria silnika          |
| 1981 | Wildcat      | Cosworth      | 32    | 2     |                         |
| 1982 | Wildcat      | Cosworth      | 4     | 31    | Wypadek                 |
| 1983 | Lola         | Cosworth      | 11    | 23    | Wypadek                 |
| 1984 | Lola         | Cosworth      | 6     | 17    | Uszkodzenie nosa bolidu |
| 1985 | Lola         | Cosworth      | 4     | 2     |                         |
| 1986 | Lola         | Cosworth      | 30    | 32    | Awaria zapłonu          |
| 1987 | Lola         | Chevrolet     | 1     | 9     | Awaria zapłonu          |
| 1988 | Lola         | Chevrolet     | 4     | 20    | Awaria elektryki        |
| 1989 | Lola         | Chevrolet     | 5     | 4     |                         |
| 1990 | Lola         | Chevrolet     | 6     | 27    | Awaria silnika          |
| 1991 | Lola         | Chevrolet     | 3     | 7     | Awaria silnika          |
| 1992 | Lola         | Cosworth-Ford | 3     | 23    | Wypadek                 |
| 1993 | Lola         | Cosworth-Ford | 2     | 5     |                         |
| 1994 | Lola         | Cosworth-Ford | 9     | 32    | Układ paliwowy          |